# ورزشگاه نسا ۸۶
ورزشگاه نسا ۸۶ (اسپانیایی: Estadio Neza 86‎) یک ورزشگاه فوتبال در شهر نساهوآلکویوتال، مکزیک است.
این ورزشگاه که در سال ۱۹۸۱ تأسیس شده دارای ۲۰٬۰۰۰ نفر ظرفیت و میزبان جام جهانی فوتبال ۱۹۸۶ بوده است.